# كأس إسكتلندا 1979–80
كأس اسكتلندا 1979–80 (بالإنجليزية: 1979–80 Scottish Cup)‏ هو موسم من كأس اسكتلندا. فاز فيه نادي سلتيك.